# Regal Records (Spanje)
Regal Records was een Spaans platenlabel, dat actief was vanaf het einde van de jaren twintig van de 20ste eeuw.